# Restio leptostachyus
Restio leptostachyus är en gräsväxtart som beskrevs av Carl Sigismund Kunth. Restio leptostachyus ingår i släktet Restio och familjen Restionaceae. Inga underarter finns listade i Catalogue of Life.